# Culnaskiach Falls
Culnaskiach Falls är ett vattenfall i Storbritannien.   Det ligger i kommunen Highland och riksdelen Skottland, i den norra delen av landet, 700 km norr om huvudstaden London. Culnaskiach Falls ligger 235 meter över havet.
Terrängen runt Culnaskiach Falls är lite kuperad. Runt Culnaskiach Falls är det mycket glesbefolkat, med 5 invånare per kvadratkilometer. Närmaste större samhälle är Muir of Ord, 14,8 km norr om Culnaskiach Falls. I omgivningarna runt Culnaskiach Falls växer i huvudsak blandskog.